# Vatnsfallatindar
Vatnsfallatindar är en bergstopp i republiken Island. Den ligger i regionen Austurland, 300 km öster om huvudstaden Reykjavík. Toppen på Vatnsfallatindar är 929 meter över havet.
Trakten runt Vatnsfallatindar är nära nog obefolkad, med mindre än två invånare per kvadratkilometer. Närmaste större samhälle är Höfn, omkring 14 kilometer sydväst om Vatnsfallatindar. Trakten runt Vatnsfallatindar består i huvudsak av gräsmarker.